# (296944) 2010 DX62
(296944) 2010 DX62 es un asteroide perteneciente al cinturón de asteroides, descubierto el 25 de febrero de 2010 por Wide-field Infrared Survey Explorer desde el telescopio espacial Wide-Field Infrared Survey Explorer (WISE), Estados Unidos.

## Designación y nombre
Designado provisionalmente como 2010 DX62.

## Características orbitales
(296944) 2010 DX62 está situado a una distancia media del Sol de 2,633 ua, pudiendo alejarse hasta 3,093 ua y acercarse hasta 2,172 ua. Su excentricidad es 0,175 y la inclinación orbital 8,777 grados. Emplea 1560,16 días en completar una órbita alrededor del Sol.

## Características físicas
La magnitud absoluta de (296944) 2010 DX62 es 16,41. Tiene 2,563 km de diámetro y su albedo se estima en 0,081.